# Profil à laminarité étendue
Profil laminaire est un raccourci habituel pour désigner un profil à laminarité étendue (autrement dit : à laminarité de sa couche limite étendue).
Un profil en mouvement dans un fluide présente, en effet, en allant du bord d'attaque au bord de fuite, une couche limite laminaire suivie, après une petite longueur de transition, d'une couche limite turbulente. Cette description s'applique sous réserve d'une certaine dimension de profil (corde) et d'une certaine vitesse, caractéristiques exprimées par le nombre de Reynolds qui doit être supérieur à 0.3 millions et inférieur à 10 millions (ce sont des ordres de grandeur, pas des limites).

## Classique et laminaire
- Profil « classique » : la couche limite laminaire s'étend jusqu'à 10 ou 20 % de la corde,

exemples : profils NACA à 4 chiffres : naca 0010, naca 2415, 4415, et à 5 chiffres : NACA 23012, 23015. Ce sont généralement des profils présentant leur épaisseur maximale vers 30 % de la corde.
- Profil « laminaire » : la couche limite laminaire peut s'étendre jusqu'à 50 à 70 % de la corde. Sauf cas exceptionnels (profils très fins, faibles Reynolds, aucune turbulence), la couche limite laminaire ne s'étend pas jusqu'au bord de fuite (autrement dit : elle effectue sa transition vers l'état turbulent avant le bord de fuite).

Exemples : familles NACA à 6 chiffres (séries 63, 64, 65 et 66), profils pour planeurs Eppler, FX (Wortmann), HQ (Quabeck), S (Selig), etc.

## Coefficients de frottement
L'intérêt de la laminarité étendue est de réduire le coefficient de frottement du profil. Ordres de grandeur :
- Cf turbulent : env. 0.006 à 0.010

- Cf laminaire : env. 0.004 à 0.006

## Conditions de la laminarité
Pour que le profil présente une laminarité étendue de sa couche limite, il doit accélérer l'écoulement très progressivement, la répartition des basses pressions étant plus étalée et plus régulière que sur un profil classique qui présente un pic de dépression près du bord d'attaque. 
- Caractéristiques géométriques d'un profil à laminarité étendue :

-La distribution d'épaisseur le long de la corde (et le gradient de pression négative associé) stabilise la laminarité de la Couche limite et permet de reculer le point de transition de celle-ci vers l'état turbulent.

-Bord d'attaque fin (rayon de bord d'attaque < à un certain pourcentage de la corde),
-Épaisseur maximale reculée vers 35 à 50 % de la corde au lieu de 30 %,
-Cambrure augmentant régulièrement, le point le plus haut étant plus reculé que sur un profil classique,
-Inflexion en partie arrière du profil (pour placer la zone à rayon de courbure minimal le plus en arrière possible),
- état de surface, rugosité, défauts locaux ;
- turbulence du milieu.